# Lamprostola olivacea
Lamprostola olivacea är en fjärilsart som beskrevs av William Schaus 1896. Lamprostola olivacea ingår i släktet Lamprostola och familjen björnspinnare. Inga underarter finns listade i Catalogue of Life.